# 政治迫害
政治迫害，或政治压迫（英语：Political repression; Political persecution），是国家实体出于政治因素强行控制公民之行为，目的是为了限制或阻止公民的參政權利，从而降低他们在公民同胞中的地位。它通常表现为侵犯人权、滥用监视权（如监视居住、跟踪）、警察暴力、监禁、非自愿定居（軟禁）、剥夺公民权利（如剥夺政治权利）、清洗和暴力行动或制造恐怖，如谋杀或暗杀、即决处决、酷刑、强迫失踪和对政治活动家、異議人士的其他法外惩罚。亦可以书面政策之外的手段来加强，例如通过公共和私人媒体的所有权以及公众内部的自我审查。
如果政治镇压是由国家批准和组织的，它可能构成国家恐怖主义、种族灭绝、政治化或危害人类罪。系统性和暴力的政治镇压為独裁、极权国家和类似政权的典型特征。
政治镇压行为可能由秘密警察部队、军队、准军事组织或敢死队实施。在民主背景下也发现了镇压活动（例如“反情報計劃”)。这甚至可以包括建立以镇压目标的死亡为最终结果的情况。如果政治镇压不是在国家批准的情况下进行的，政府部門或仍可能负有责任，如1956至1971年间反情報計劃在美国的行动。
在美国一些州，“镇压”可以是立法或政府机构名称中使用的官方术语。苏联的法律政策是镇压政治反对派。

## 手段

### 暴力

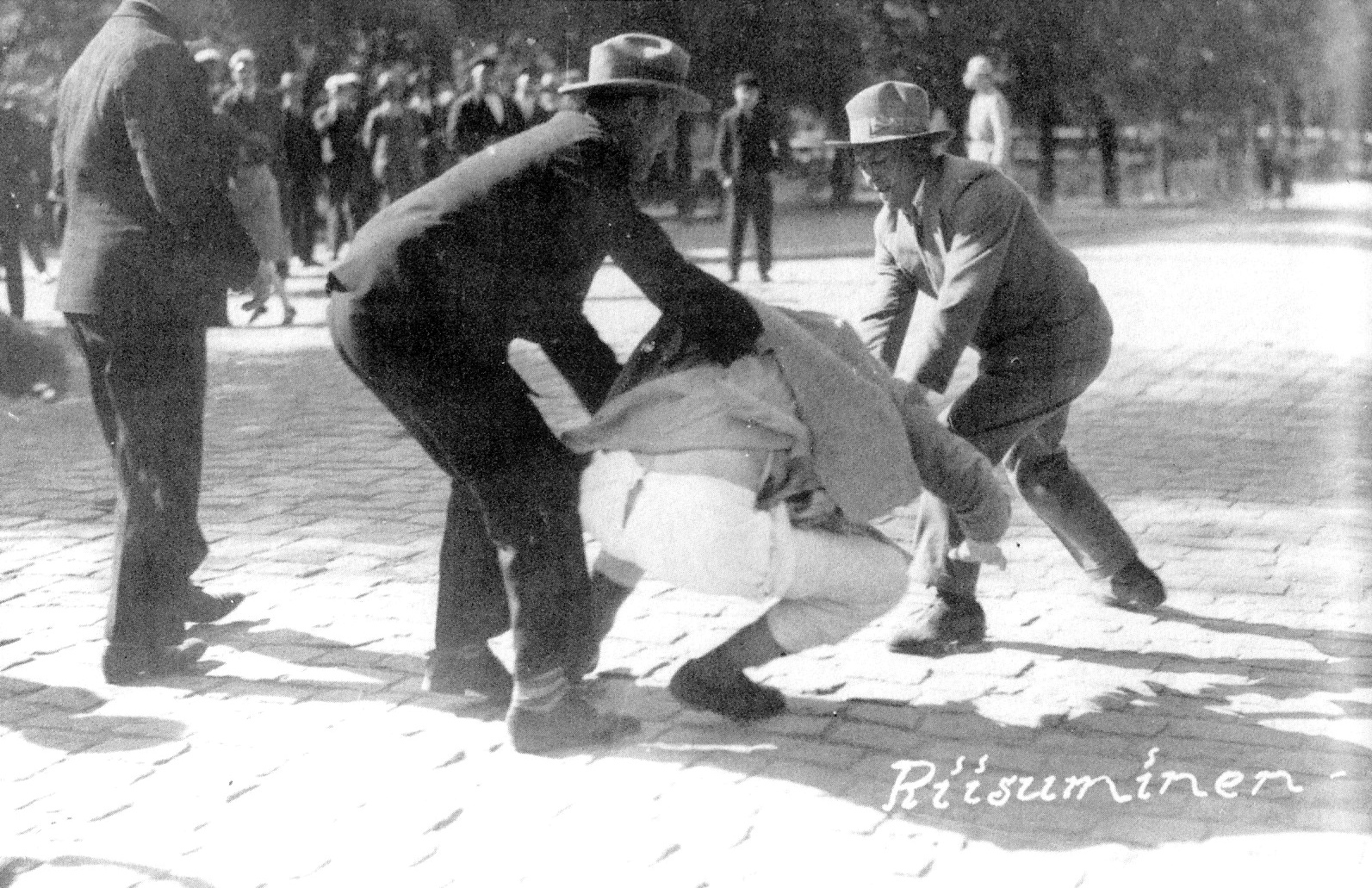
1930年6月4日，芬兰瓦萨，右翼拉普亚运动成员在瓦萨骚乱中袭击了一名前红色军官和共产主义报纸出版商。

政治迫害往往伴随着暴力，根据（发生此类行为的）国家的法律，暴力或屬合法、或為非法。
暴力既可以通过杀害反对派成员直接消除政治反对派，亦可通过灌输恐惧间接消除政治反对派。

### 军警镇压
军警镇压也可以作为一种手段，当政府面对群众抗议和示威活动时，镇压似乎是唯一的解决方案。然而，这种方法会给执政者带来一个双重的代价。
首先政府需要将权力分配给军队，以实施镇压。但当军队获得过多的权力时，他们可能会反抗独裁者。这种情况在历史上多次发生过，如匈牙利十月事件和智利政变。因此，执政者需要非常小心地平衡自己和军队之间的权力关系。
镇压虽然可以控制群众，但也可能导致反弹动员和反政权态度的增加。当政府使用暴力手段对待示威者时，受到暴力镇压的人会带有更强烈的反政权态度，并将这种情绪传递给下一代。因此，国家镇压可能会导致反对政府的情绪在未来数十年内持续存在。
阿拉伯之春就是一个例子。政治压制、经济不平等和腐败导致了群众起义。政府对示威者采取了严厉的镇压措施，但这只是暂时地控制了局势。事实上，这种镇压加剧了反政府情绪，激发了更多人参加抗议活动。并证明了一些阿拉伯国家对军事叛变的脆弱性。因此镇压或许只是一种短期的权宜之计。

### 不容忍
政治镇压有时伴随着不容忍。这种不容忍表现为歧视性政策、侵犯人权、警察暴行、监禁、灭绝、流放、勒索、恐怖主义、法外处决、即决处决、酷刑、强迫失踪以及对政治活动家、持不同政见者和一般民众的其他惩罚。

## 引发原因
政治冲突极大地增加了国家镇压的可能性。这可以说是社会科学研究中关于政治压制的最有力的发现。内战是镇压活动的有力预兆，来自非政府行为者的其他形式的挑战亦然。
国家在国内冲突时期经常从事镇压行为，因此这两种现象之间的关系被称为“强制性反应法则”。当其权威或合法性受到威胁时，政权通过公开或秘密镇压持不同政见者来消除行为威胁。
国家镇压随后影响了持不同政见者的动员，尽管这种影响的方向仍然是一个悬而未决的问题。一些强有力的证据表明，镇压通过降低挑战者的组织能力来压制持不同政见者的动员，但挑战者可以利用国家压制行为来刺激同情者的动员也是可行的，因为同情者可能将压制视为对国家的一种新的不满。

## 类型
直接迫害是一种政府针对异议份子的形式，采用明显的暴力行动。受害者清楚地意识到他们在生活或生存上所受到的影响。直接迫害不仅限于国内，还可能跨越国界。在强人政治中，由于有限的问责机制，针对在其他国家生活的异议份子采取行动更为容易。间接迫害则依赖于暴力威胁，包括骚扰、恐吓和权利阻拦。这些策略往往是非暴力的，但仍旨在控制公民。

## 后果与效果

### 国家恐怖主义
当国家批准和组织政治镇压时，就可能出现国家恐怖主义、种族灭绝和危害人类罪的情况。系统和暴力的政治镇压是独裁、极权主义和类似政权的典型特征。
在这些政权中，警察和秘密警察、军队、准军事团体和敢死队可以实施政治镇压。有时，一些政权认为对其他国家实行民主政治镇压和国家恐怖主义是其安全政策的一部分，如中華民國大陸時期的戡亂與在對台灣實施的白色恐怖。

### 代价
镇压对独裁者来说是一把双刃剑，因为他们经常被要求将权力分配给军方。虽然镇压可以控制群众，但当军方被赋予太多权力时，它或许能够反抗独裁者。 在阿拉伯之春期间，政治压迫、经济不平等和腐败导致民众起义，证明了一些阿拉伯国家易受军事叛逃的影响。
国家镇压有时会导致持续数十年的反弹、动员和反政府态度的增加。那些遭受暴力镇压的人带有更强烈的反政府态度，并将这种情绪传递给下一代。在中华人民共和国的文化大革命期间，父母遭受了更多暴力的青年在那时有了更强烈的反对当局态度。 

### 压制成功与监控
间接受到压制的人自我报告对领导人和执政党有更高的信任度。在罗伯特·穆加贝领导下的津巴布韦就观察到了这种现象，在临近选举的时候，即使社会和经济条件不断恶化，镇压的影响也越来越大。 压制在一个国家是否成功的一个重要标志是偏好造假的证据--在这种情况下，个人在公共场合表达的偏好与他们私人的偏好背道而驰。 在被指在媒体和公共文化中进行高度镇压活动的朝鲜民主主义人民共和国，100%的公民在“别无选择”的议会选举中投票，这样国家就可以识别脱北者。朝鲜公民被要求完全忠于朝鲜最高领导人，如果他们选择直言不讳，就必须牺牲自己的人身自由或人身安全，包括战俘营、酷刑、强迫劳动和处决威胁在内的镇压措施只是叛逃的部分代价。中国共产党在中华人民共和国实行包括互联网审查、摄像头监控等大规模监控行为，其中利用了人工智慧、人臉辨識、指纹识别、声纹识别、虹膜识别、大数据分析、DNA检测等技術，与中国大陆的社会信用体系紧密相连。与此同时，不少中國本土的科技企業也有参与本國的大規模監控計劃，主要包括海康威視、商湯科技、华为、中兴等。

### 相關事件
- 系列事件
- 反共大屠杀
- 共產主義政權鎮壓
- 1989年春夏之交

### 機構與人群
- 秘密警察
- 克格勃
- 蓋世太保
- 袋鼠法庭
- 異見人士
- 共產主義者
- 政府

### 相關制度
- 審查制度
- 党禁
- 报禁

### 迫害類型
- 司法迫害
- 迫害
- 宗教迫害

### 限制與行動
- 戒严
- 媒体操纵
- 屠殺與肅清
- 強迫失蹤
- 紅色恐怖
- 白色恐怖
- 大规模监控
- 預防性鎮壓（英语：Preventive repression）
- 任意逮捕和拘留（英语：Arbitrary arrest and detention）

### 國家與政體類型
- 警察國家
- 国家恐怖主义
- 独裁政体
- 法律中心主义国家（英语：État légal）
- 保姆国家
- 军事独裁
- 警察国家

### 相關概念
- 人權
- 國家安全
- 極權主義